# Fara (Acarnania)
Fara (en griego antiguo: Φαρά) es el nombre de una ciudad griega antigua de Acarnania. La única fuente antigua que la menciona es el Periplo de Pseudo-Escílax 34, que lista la πὸλις (polis) Φαρά entre Léucade e Ítaca. Partsch la sitúa en Léucade e identifica el asentamiento con la actual Pyrgi. Pseudo-Escílax ordena Fara después de Léucade y si hubiera querido clasificarla como una polis de Léucade, lo habría hecho como una isla dipolis, es decir, con dos polis. Así, Fara podría ser una de las pequeñas islas entre Léucade e Ítaca o estar situada en la costa de Acarnania en la perea de Léucade. Si se aceptara el texto del Periplo de Pseudo-Escílax habría que clasificarla como una polis no localizada de Acarnania.